# 頼光寺 (川西市)
頼光寺（らいこうじ）は、兵庫県川西市にある曹洞宗の寺院。山号は祥雲山。本尊は地蔵願王菩薩。正式には賴光寺である。源氏ゆかりの寺院であり、現在はあじさい寺として知られる。

## 歴史
長保年間（999年 - 1004年）に多田院を本拠地とする多田荘の領主源満仲の夫人法如尼の発願により、満仲の四男・源賢僧都を開基として満仲の長男・源頼光の子永寿が開山となり、法如尼の念持仏であった地蔵菩薩を本尊として創建された。
山号を祥雲山と称し、当初は頼光の神儀及び霊像を安置する香華院として真言律宗に属していた。
第二世永覚の示寂後は、平安時代後期から戦国時代を通して寺勢は衰微していたが、寛文11年（1671年）に禅僧万愚によって再興された。
延享3年（1746年）に丹波国千ヶ畑村（現・亀岡市畑野町千ケ畑）の臨済宗法常寺の末寺になると、法常寺の実相無相を中興の祖に請し、文化元年（1804年）以降は尼寺となる。その後天保11年（1840年）に法常寺の普照恵燈が尼衆の中から選んで当時の住持を相続させていたが、1875年（明治8年）に廃仏毀釈の影響を受けて維持が困難になると法常寺と合併した。その後独立し、1990年（平成2年）には曹洞宗に宗旨替えをしている。
1970年（昭和45年）に多田神社宮司福本賀弘の肝煎りにより、「あじさい寺」として発足し、現在では境内には約400株に及ぶアジサイが植えられており、梅雨の時期には一斉に花を咲かすことで親しまれている。
境内を能勢電鉄が走っている。

## 境内
- 本堂 - 1974年（昭和49年）再建。本尊の地蔵願王菩薩像の他、北摂七福神の寿老人像や源頼光の神像などが安置される。
- 庫裏
- 庭園 - アジサイが約400株植えられている。

## 年中行事
- 新年祈祷会（元旦 - 1月8日）
- 春のお彼岸会（3月）
- 釈尊降誕会花まつり（5月）
- 水子総供養法要（6月）
- 盂蘭盆大施食会（8月）
- 秋のお彼岸会（9月）

## 前後の札所
北摂七福神（寿老人）

## 所在地
兵庫県川西市東畦野2丁目17-2

## 交通アクセス
- 能勢電鉄畦野駅より徒歩約5分